# Kvarnakärr
Kvarnakärr är en våtmark i Kungsbacka kommun i Halland och ingår i Viskan-Rolfsåns kustområde.